# Lissodelphis borealis
El delfín septentrional sin aleta (Lissodelphis borealis) es una especie de cetáceo odontoceto de la familia Delphinidae. No posee aleta dorsal.

## Descripción
Es un delfín alargado y esbelto. La característica más importante es la ausencia de la aleta dorsal. Mide entre 2 y 3 m. Poseen una mancha blanca irregular en la zona de la barbilla; pequeñas y estrechas.